# 篠塚良雄
篠塚 良雄（しのづか よしお、1923年11月 - 2014年4月20日）は、日本の軍人、反戦運動家。

## 経歴
千葉県中央部のある村に生まれた。農家の5人兄弟姉妹の2番目であった。旧姓田村。
1939年2月、関東軍防疫給水部（731部隊）の入隊試験に合格。通知を受け同年4月から陸軍軍医学校防疫研究室に通い始め、5月12日満州国ハルビンに渡った。16歳で少年兵として平房の関東軍防疫給水部（731部隊）に入隊、細菌兵器開発作業にかかわった。1941年7月の関東軍特別演習を前に少年隊は解散、軍医少佐柄沢十三夫率いる第四部第一課（柄沢班）に配属され、細菌培養の作業に従事することになった。1942年10月-1943年1月、合計7人の中国人への人体実験に関わった。
1943年3月、仕事に嫌気がさし、班長の柄沢に731部隊を辞めたいと申し出た。「休みをやる」と言われ、日本に一時帰国。徴兵検査に合格し、柄沢からの指示で満州国の他の地域に軍属として派遣された。1944年3月、黒河省内の関東軍歩兵部隊に入隊、同年11月から師団司令部軍医部に勤務。1945年2月、平房の731部隊に戻って下士官要員教育を受けた。1945年6月、通化の第125師団 (日本軍)軍医部に転属。
1946年2月3日、師団参謀長の下で通化の竜泉ホテル占拠（通化事件）に加わり、中国人民解放軍に逮捕された。同年9月、人民解放軍に入隊、のち命により医学の講習所に通い始めた。1953年、天津の軍医大学に行くよう命じられたが、731部隊少年隊にいたことを明らかにしたため撫順戦犯管理所に送られた。
1956年6月に不起訴処分となり釈放、同年夏日本に引き揚げた。地方公務員となり、定年まで勤めた。また、1957年9月に発足した中国帰還者連絡会の一員として活動した。
定年後の1984年頃から、731部隊での体験を語り、戦争犯罪を告白し謝罪するようになった。1998年6月25日、戦争犯罪謝罪のために「米国カナダ証言の旅、アジアのホロコーストを尋ねる」に参加したとき、シカゴオヘア国際空港で入国を拒否して帰国した。入国拒否の理由は「米国政府の命令」となって具体的なものは示さなかったと伝えられるが、彼が演説すると米国内の波長を懸念して入国が制限された.。2001年の映画『日本鬼子』に出演、体験を語った。
2014年4月9日に体調を崩して入院するまで、731部隊での体験を証言する活動を続けた。同年4月20日、肺炎のため死去。

## 著作

### 共著
- 中国帰還者連絡会 編『新編三光 中国で、日本人は何をしたか 衝撃の告白手記. 第1集』〈光文社カッパ・ノベルスドキュメントシリーズ〉1982年8月。ISBN 4-334-02479-3。　※手記「細菌戦――731部隊の蛮行」（田村良雄）
- 高柳美知子『日本にも戦争があった―七三一部隊元少年隊員の告白』（2004年8月1日、新日本出版社）ISBN 978-4406031028